# مرد سفیدپوش
مرد سفیدپوش (許されざる者؛ Yurusarezaru Mono)، (انگلیسی: The Man in White) یک فیلم یاکوزایی ژاپنی به کارگردانی تاکاشی میکه است.

## داستان
یکی از اعضای یک باند یاکوزا پس از کشته شدن رئیسش به دست یک آدمکش به دنبال انتقام است.